# Херман Есек'єль Пачеко
Херман Есек'єль Пачеко (ісп. Germán Ezequiel Pacheco; 19 травня 1991, Морон, Аргентина) — аргентинський футболіст, нападник перуанського клубу «Хуан Ауріч».

## Кар'єра
Пачеко почав футбольну кар'єру на батьківщині в клубі «Велес Сарсфілд», виступаючи за молодіжний склад. У 2006 році він разом із батьками переїхав в Іспанію, де приєднався до команди «Атлетіко Мадрид».
На професійному рівні Пачеко виступав на правах оренди за клуби «Райо Вальєкано», «Індепендьєнте» та «Хімнасія і Есгріма».
У 2011 році підписав контракт із українським клубом «Карпати» зі Львова, проте закріпитись в чемпіонаті України не зумів.
У 2012 році виступав в Перу за «Уніон Комерсіо», після чого з лютого 2013 року грав за іншу перуанську команду «Хуан Ауріч».
З вересня до кінця 2013 року виступав на правах оренди за клуб іспанської Сегунди «Кордова», після чого повернувся в перуанський клуб.